# Ermita de Sant Salvador (Vilassar de Dalt)
L'Ermita de Sant Salvador es troba al Parc de la Serralada Litoral, concretament a Vilassar de Dalt (el Maresme).

## Descripció
Alguns dels murs d'aquesta ermita es podrien datar entre els segles viii-x, encara que les primeres referències escrites són del 1050. És un ermita preromànica força singular, amb una nau rectangular i un petit absis quadrangular. Aquest absis està cobert per una volta de canó que té encastades cap per avall 43 amforetes, cosa que el fa únic a la península Ibèrica. La part més visible (la façana amb portal adovellat, òcul i espadanya) és del 1920. Fou restaurada el 1982.
L'any 1303 s'hi va instal·lar una comunitat religiosa mixta. El rector de Vilassar gestionava la propietat i el cobrament del lloguer a aquesta comunitat, que es va dissoldre al cap de pocs anys. A partir d'aquest moment hi va haver molts canvis d'ermitans. El 1420 encara tenia activitat, però al segle xvi ja només hi consta un ermità. En un document del 1580 hi ha la primera constància d'ocupació per part d'un tal Boquet, encara que probablement ja portava alguns anys vivint-hi (aquest cognom Boquet va donar nom a l'indret).
Durant la darrera guerra civil espanyola es va destruir el retaule barroc del segle xviii i la capella va quedar definitivament sense culte. Fins fa poc encara es conservaven restes de pintura mural. Hi ha força més elements d'interès, però, malauradament, no es poden visitar. Està adossada a la masia de Can Boquet. L'únic lloc des d'on poder fer-hi una ullada sense entrar a la propietat és la pista que puja del cementiri de Vilassar de Dalt fins a la Creu de Can Boquet. Just uns metres abans de l'entroncament d'aquesta pista amb la que puja des de Vilassar pel vessant dret de la vall hi ha una bona vista del conjunt.

## Accés
És ubicada a Vilassar de Dalt: s'hi pot accedir des de la mateixa Vilassar (on s'arriba per l'autopista C-31, sortida 9) o des de Cabrils (per l'ermita de Sant Sebastià). Si sortim de Vilassar de Dalt, cal fer-ho des de la Plaça de la Vila. Enfilem poble amunt (NO) deixant enrere l'església parroquial de Sant Genís i pujant pel carrer d'Àngel Guimerà. Seguim per una pista sense asfaltar i trobem una bifurcació. Deixem un trencall a l'esquerra (O) i continuem cap al NE i després NO. Bifurcació. Continuem a ponent i, en uns metres, s'accedeix al Coll de la Creu d'en Boquet. Continuem en direcció nord. Bifurcació. Prenem momentàniament un trencall a la dreta fins a Can Boquet i, adossada a l'edifici, trobarem l'Ermita de Sant Salvador. Coordenades: x=445269 y=4597687 z=355.